# Zebra Grévyho
Zebra Grévyho (Equus grevyi) je největší druh zeber. Pochází z Afriky.

## Popis
Její kohoutková výška se pohybuje mezi 140–160 cm. Délka těla je kolem 240–300 cm a může dosahovat hmotnosti kolem 400 kg. Po celém těle má černohnědé až černé husté pruhování, pouze břicho je bílé.

## Zeměpisné rozšíření
Zebra Grévyho obývá hlavně savany, křovinaté oblasti a polopouště východní Afriky. Vyskytuje se především na území Keni, Etiopie, Somálska a jižního Súdánu.
Pojmenována je podle francouzského prezidenta Julesa Grévyho, jemuž byla darována etiopským císařem.

## Chov v českých zoo
V České republice je zebra chována např. v Zoo Brno, Zoo Jihlava, ZOO Dvůr Králové, Zoo Ostrava, Zoo Praha.